# 5744 (ano hebraico)
5744 (hebraico: ה'תשמ"ד) foi um ano hebraico correspondente ao período após o pôr do sol de 7 de setembro de 1983 até ao pôr do sol de 26 de setembro de 1984 do calendário gregoriano.
| Mês judaico | Calendário gregoriano                                                                |
| ----------- | ------------------------------------------------------------------------------------ |
| Tishrei     | após o pôr do sol de 7 de setembro de 1983 até o pôr do sol de 7 de outubro de 1983  |
| Cheshvan    | após o pôr do sol de 7 de outubro de 1983 até o pôr do sol de 6 de novembro de 1983  |
| Kislev      | após o pôr do sol de 6 de novembro de 1983 até o pôr do sol de 6 de dezembro de 1983 |
| Tevet       | após o pôr do sol de 6 de dezembro de 1983 até o pôr do sol de 4 de janeiro de 1984  |
| Shevat      | após o pôr do sol de 4 de janeiro de 1984 até o pôr do sol de 3 de fevereiro de 1984 |
| Adar I      | após o pôr do sol de 3 de fevereiro de 1984 até o pôr do sol de 4 de março de 1984   |
| Adar II     | após o pôr do sol de 4 de março de 1984 até o pôr do sol de 2 de abril de 1984       |
| Nissan      | após o pôr do sol de 2 de abril de 1984 até o pôr do sol de 2 de maio de 1984        |
| Iyyar       | após o pôr do sol de 2 de maio de 1984 até o pôr do sol de 31 de maio de 1984        |
| Sivan       | após o pôr do sol de 31 de maio de 1984 até o pôr do sol de 30 de junho de 1984      |
| Tammuz      | após o pôr do sol de 30 de junho de 1984 até o pôr do sol de 29 de julho de 1984     |
| Av          | após o pôr do sol de 29 de julho de 1984 até o pôr do sol de 28 de agosto de 1984    |
| Elul        | após o pôr do sol de 28 de agosto de 1984 até o pôr do sol de 26 de setembro de 1984 |

## Dados sobre 5744
- Ano embolístico completo: 385 dias (Shelemah)
- Cheshvan e Kislev com 30 dias
- Ciclo solar: 4º ano do 206º ciclo
- Ciclo lunar: 6º ano do 303º ciclo
- Ciclo Shmita: 4º ano
- Ma'aser Sheni (dízimo para Jerusalém)

## Fatos históricos
- 1914º ano da destruição do Segundo Templo
- 36º ano do estabelecimento do Estado de Israel
- 17º ano da libertação de Jerusalém